# Телеграфний клопфер

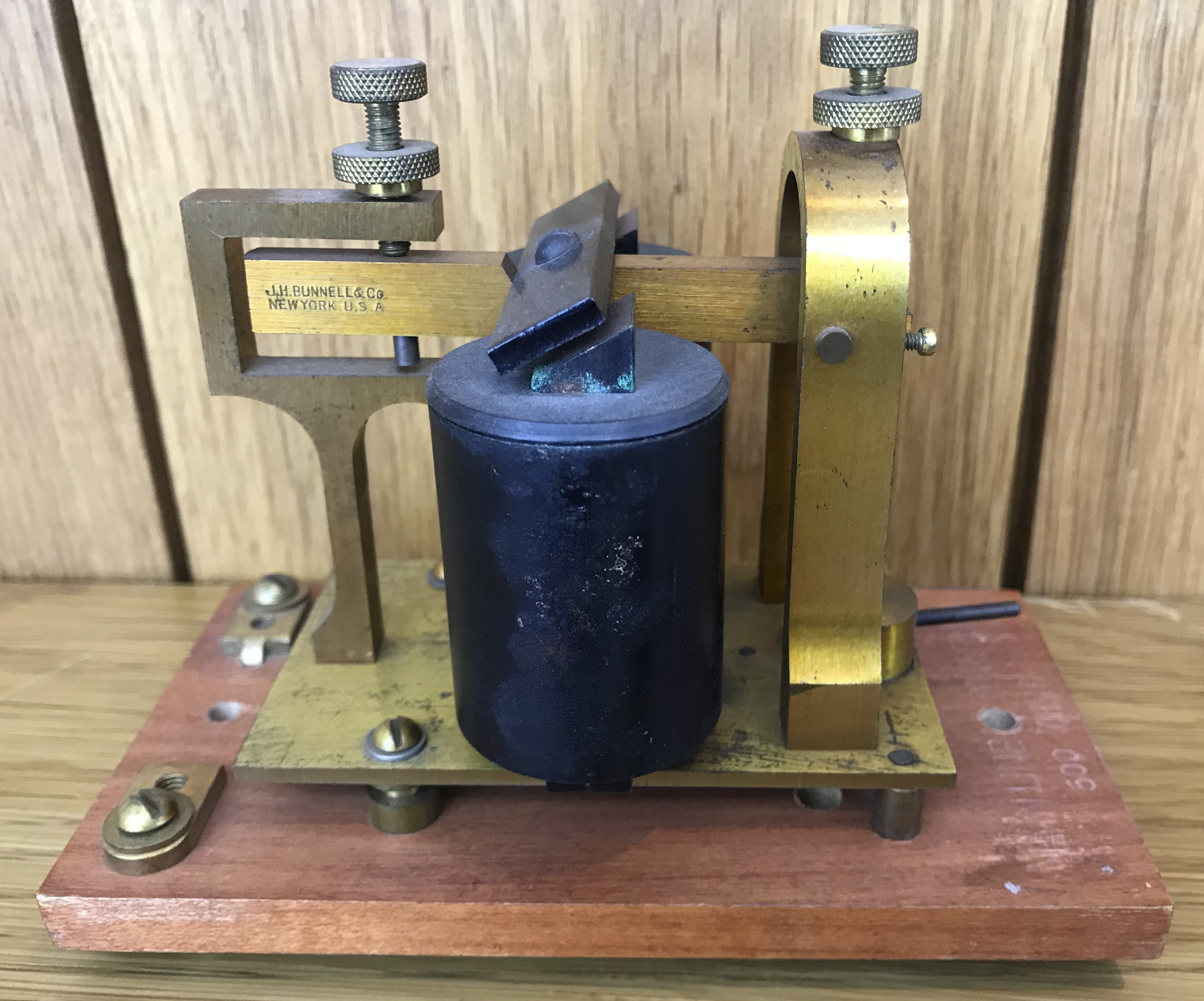
Телеграфний клопфер виробництва Джессі Баннел. Експонат Музей історії телефону.

Телеграфний клопфер (від нім. klopfer — молоток), також відомий як саундер (від англ. sound — звук) — електромеханічний пристрій, використовуваний як приймач на телеграфних лініях XIX—XX століття. Пристрій винайшов Алфред Вейл у другій половині ХІХ століття. Містить електромагніт, який притягує рухливу арматуру і тим самим виробляє звуки (клацання при ударі), які означають отримання сигналу абеткою Морзе.